# Цона Монтеграпа (Лече)
Цона Монтеграпа (итал. Zona Montegrappa) је насеље у Италији у округу Лече, региону Апулија.
Према процени из 2011. у насељу је живело 38 становника. Насеље се налази на надморској висини од 3 м.